# Ngày Hangul
Ngày chữ Hàn, còn gọi là Ngày Hangeul (한글날) ở Hàn Quốc, và Ngày Chosŏn'gŭl ở CHDCND Triều Tiên, là một ngày tưởng niệm quốc gia của bán đảo Triều Tiên đã phát minh và công bố Hangul (한글; 조선글), bảng chữ cái của tiếng Triều Tiên, bởi hoàng gia Triều Tiên Thế Tông vào thế kỉ 15. Nó được tổ chức vào 9 tháng 10 ở Hàn Quốc và 15 tháng 1 ở Triều Tiên. Vào năm 2013, ngày Hangul trở thành ngày lễ quốc gia ở Hàn Quốc.
Năm 2009, trong lễ kỷ niệm 563 năm ngày Hangeul, bức tượng vua Sejong bằng đồng nặng 20 tấn, cao 6,2 m ở Gwanghwamun, Seoul, Hàn Quốc đã được khánh thành.

## Từ gốc

### Hàn Quốc
Ở Hàn Quốc, ngày lễ này còn gọi là Ngày công bố Hangeul, hoặc ngắn gọn là Ngày Hangeul, và được tổ chức vào 9 tháng 10.

### Triều Tiên
Ở Triều Tiên, ngày lễ này gọi là Ngày Chosŏn'gŭl và được tổ chức vào 15 tháng 1.

## Liên kết
- Ngày Hangeul tại Language Log